# 中國—東協科技產業合作委員會
中国—东盟科技产业合作委员会（英语：China-ASEAN Science & Technology Industry Cooperation Committee，缩写：CASTICC）成立于2017年10月26日，是由中国与东盟国家工商界、科研机构和企业间组成的商务合作组织。为加强中国与东盟的科技产业合作与交流，促进中国与东盟十国科技领域的有代表性机构和企业的务实合作与发展，中国-东盟商务理事会、启迪控股股份有限公司和东盟十国各方共同发起成立“中国—东盟科技产业合作委员会”。

## 组织简介
2017年是东盟成立50周年，中国和东盟建立战略伙伴关系即将迎来第15年，中国与东盟正在把握机遇，打造更高水平战略伙伴关系，构建更为紧密的命运共同体，中国—东盟科技产业合作委员会在此背景下顺势而生，并落户广西南宁，挂牌于南宁启迪东盟科技城。
2017年10月26日，东盟十国代表与启迪控股代表合力开启了中国—东盟科技产业合作的新征程。成立大会还同步发表由东盟十国代表与中国企业代表签署的《关于加强中国—东盟科技产业合作共赢共识》。根据该《共识》，“中国—东盟科技产业合作委员会”是中国与东盟国家工商界、科研机构和企业间的商务合作组织，组成人员主要有中国和东盟十国有关科技产业机构和企业的代表。委员会将每年召开中国—东盟科技产业合作会议，探讨各方科技产业及其企业对接与合作；促进贸易和投资项目合作；积极交流信息，举办科技展览、考察、会议研讨等活动，为科技、工商、教育等行业创造相互交流、合作共赢的机会。

## 原则
中国—东盟科技产业合作委员会秉承“相互尊重、公平正义、合作共赢”的指导方针，搭建中国与东盟科技人文交流、互鉴、合作、发展平台，为中国与东盟各国在创新合作、创新驱动方面集聚创新资源，形成创新合力，促进智能制造、“互联网+”、数字经济、共享经济，加快新旧动能转换，加强中国—东盟技术转移中心建设、科技园区和科技示范基地建设以及科研、教育、人才培养交流。

## 发展历程
2017年9月26日，中国—东盟科技产业及企业交流会在京举行。
2017年10月26日，中国—东盟科技产业合作论坛暨中国—东盟科技产业合作委员会成立会议在北京举行。
2018年1月25日，中国—东盟科技产业合作委员会官方网站及微信公众号上线运行。
2018年3月28日，中国—东盟科技产业合作委员会揭牌仪式在广西启迪举行。

## 意义
中国—东盟科技产业合作委员会落户广西“南宁启迪东盟科技城”，其作为广西壮族自治区人民政府、南宁市人民政府的重大重点建设项目，总建筑物理空间70万平方米，是面向东盟汇聚产、学、研成果转化、产业服务、金融汇聚的科技创新发展示范基地和科技人文新城。其将成为链接和服务中国、东盟各国大学院校、科研机构、科技产业、科技金融合作及人才培养和交流的创新服务示范平台。